# 深山凛
深山 凛（みやま りん、1973年6月15日 - ）は、日本の女優。旧芸名及び本名は上野 めぐみ。
東京都出身。堀越高等学校卒業。エヌ・エー・シーに所属していた。

## 人物・来歴
日本テレビ音楽学院を経て、1987年のテレビドラマ『おもいっきり探偵団 覇悪怒組』で芸能界デビュー。その後も特撮作品や時代劇などのテレビドラマにゲスト出演し、1991年には映画『ヒルコ/妖怪ハンター』に出演した。
2001年に改名。
2003年7月にブログが閉鎖。中国留学を期に芸能界を引退したが、2021年7月9日、映画『ヒルコ/妖怪ハンター』の30周年記念上映の舞台挨拶に登壇し約20年ぶりにその姿を披露した。
特技は、ピアノ。

## 出演作品

### テレビドラマ
- 東映不思議コメディーシリーズ（CX）
  - おもいっきり探偵団 覇悪怒組（1987年） - 赤川矢須子
  - じゃあまん探偵団 魔隣組 第18話「瞬間キョンシー製造器」・ 第28話「排排の逆襲」（1988年） - 排排
  - 探偵団スペシャル! 魔隣組対覇悪怒組（ジゴマVS.魔天郎）（1989年） - 赤川矢須子
  - 魔法少女ちゅうかなぱいぱい! 第12話「レイモンドとチャーハン」（1989年） - チャーハン
  - 美少女仮面ポワトリン 第21話「超能力者はお化けが好き?」（1990年） - 白百合の姫
  - うたう!大龍宮城（1992年）
    - 第12話「エイ」
    - 第38話「フジツボ」
- 世界忍者戦ジライヤ（1988年、ANB ） - 三村かすみ
  - 第12話「折鶴のペンダントは愛の誓い」
  - 第26話「おしゃれと危険！ケイと恵美破」
  - 第45話「磁雷神の力！愛と希望のかけ橋」
- 仮面ライダーBLACK RX（1989年、MBS） - 的場響子（第29話から登場）
- さすらい刑事旅情編IV 第5話「防犯カメラに写った女！美人教師の災難」（1991年、ANB）
- 水戸黄門（TBS）
  - 第21部 第13話「鬼と呼ばれた母の真実 -延岡-」（1992年） - お鶴　
  - 第22部 第9話「天狗に狙われた娘 -新宮-」（1993年） - お光
  - 第23部 第38話「悪が群がる御用金 -甲府-」（1995年） -  八重
  - かげろう忍法帖 第5話「桔梗の花は死の匂い」（1995年） -  菊乃
  - 第24部
    - 第20話「駕籠屋と消えた黄門様 -出雲-」（1996年） -  おさと
    - 第31話「お銀の身替り花嫁 -弘前-」（1996年） - おさと　

  - 第25部 第6話「黄門様の仮女房 -吉田-」（1997年） -  お光　
  - 第26部 第2話「涙の母の祝唄 -高野-」（1998年） -  お夕　
  - 第29部 第10話「石屋は頑固で石頭 -湊川-」（2001年） -  おふみ
- 大岡越前（TBS）　
  - 第13部 第10話「女を喰った非道医者」（1993年） - おさよ
  - 第14部 第19話「無情に泣いた愛の折鶴」（1996年） - お園
- 闇を斬る!大江戸犯科帳 第5話「悲しい嘘」（1993年、NTV） - お咲
- 金曜エンタテイメント「松本清張の異変街道」（1993年、CX） - お文
- あばれ八州御用旅第4シリーズ 第9話「おしめ十兵衛」（1994年、TX） - 岡野ちづる
- 江戸を斬るVIII 第18話「育ての父が親の敵」（1994年、TBS） - お久
- 鬼平犯科帳 第6シリーズ 第5話「墨斗の孫八」（1995年、CX） - おきよ
- あばれ医者嵐山 第3話「あばずれ純情伝」（1995年、TX） - おいち
- 探偵事務所 第4話「死んでいく依頼人!」（1996年、ANB）
- 快刀!夢一座七変化 第7話「呪いの師走ナマズ」（1996年、ANB） - 梓
- 南町奉行事件帖 怒れ!求馬II 第3話「おれは用心棒」（1999年、TBS） - お浜
- 御家人斬九郎 第4シリーズ 第9話「追われもの」（1999年、CX） - おしの

### 映画
- ヒルコ/妖怪ハンター（1991年） - 月島令子
- 不敗勝負師 賭けゴロ（1998年）